# Meet the Fockers
Meet the Fockers (Los Focker: La familia de mi esposo o La familia de mi esposo en Hispanoamérica y Los padres de él en España) es una comedia estadounidense estrenada en 2004, secuela de Meet the Parents (2000).
Es el tercer filme donde interactúan De Niro y Hoffman, después de sus participaciones en las cintas Sleepers (1997) y Wag The Dog (1998).

## Sinopsis
Greg (Ben Stiller) y Pam (Teri Polo) van a casarse, pero antes de eso tendrán que pasar un fin de semana con los padres de él: Bernie (Dustin Hoffman) y Roz (Barbra Streisand), un matrimonio judío de lo más liberal. En el viaje le acompañarán los padres de ella Jack (Robert De Niro) y Dina (Blythe Danner) y su pequeño nieto. Ahora, los consuegros tendrán que entenderse, a pesar de ser como polos opuestos.

## Argumento
A seis meses de la fecha de su boda, Greg Focker y su prometida Pam Byrnes deciden presentar a sus padres. Vuelan a Oyster Bay, Nueva York, para recoger al padre de Pam, el agente retirado de la CIA Jack Byrnes, a su madre Dina y a su sobrino de un año, Jack "Little Jack" Banks (hijo de Bob y Debbie Banks). Jack conduce a la familia en su nuevo vehículo recreativo hasta Miami, Florida, para conocer a los padres de Greg.
Los reciben los excéntricos, divertidos y de espíritu libre padres de Greg, Bernie Focker, un abogado convertido en padre que se queda en casa, y Roz, una terapeuta sexual para parejas mayores. Mientras Dina se relaciona con los Focker, surgen grietas entre Jack y los Focker debido a sus personalidades y antecedentes contrastantes.
Una persecución entre el perro de los Focker, Moses, y el gato de los Byrne, Jinx, culmina con Jinx tirando a Moses por el inodoro de la casa rodante. Bernie lo destruye para salvar a Moses. Más tarde, Bernie lastima accidentalmente la espalda de Jack durante un juego de fútbol americano.
Pam le informa a Greg que está embarazada y deciden mantenerlo en secreto hasta que se casen. Bernie les dice a los invitados que Greg perdió su virginidad con la ex ama de llaves de los Focker, Isabel Villalobos, 15 años antes. El hijo de 15 años de Isabel, Jorge, que nunca conoció a su padre y tiene un parecido sorprendente con Greg, llama la atención de Jack después de que repara el inodoro de la casa rodante. Roz, Bernie y Dina se enteran de que Pam está embarazada, pero prometen no decírselo a Jack.
Greg se queda solo para cuidar a Little Jack, a quien Jack ha estado criando mediante el método Ferber. A pesar de las estrictas instrucciones de Jack de dejarlo que se calme solo, Greg no puede soportar escuchar los llantos de Little Jack e intenta animarlo abrazándolo y actuando con humor, pero sin darse cuenta le enseña la palabra "imbécil".
Cuando Greg responde a una breve llamada telefónica de Roz, Jinx deja salir a Little Jack del corralito. Enciende la televisión y ve "Scarface (película de 1983)" y pega sus manos a una botella de ron, mientras dice "imbécil" repetidamente. Esto conduce a una discusión entre Jack y los Focker sobre los métodos de crianza de cada uno.
Jack comienza a espiar a Greg, enviando muestras de cabello de Greg y Jorge para una prueba de ADN. Luego invita a Jorge a la fiesta de compromiso de Greg y Pam con la esperanza de que Greg admita que es el padre de Jorge. Cuando Greg niega haber sabido sobre Jorge, Jack no le cree, así que lo droga con una inyección de suero de la verdad. Mientras brinda, Greg suelta sin control que Pam está embarazada y que Jorge es su hijo antes de perder el conocimiento.
A la mañana siguiente, Pam le pregunta a Greg sobre Jorge, y él le promete que no sabía nada sobre él hasta la noche anterior. Ella le cree y está dispuesta a resolver las cosas con él. Jack ha llegado a su punto de quiebre y exige que Pam y Dina se vayan con él. Dina se niega y revela que Jack drogó a Greg. Todos se vuelven contra Jack y le informan que todos sabían del embarazo de Pam, pero no se lo dijeron debido a su incapacidad para confiar en la gente. Conmocionado y herido, Jack se va con su nieto.
Bernie y Greg persiguen a Jack, pero son atacados con una pistola eléctrica y arrestados por el oficial Vern LeFlore por exceso de velocidad y por no permanecer en el auto de Bernie cuando lo detuvieron. Mientras tanto, Jack recibe los resultados de la prueba de ADN; el padre de Jorge es en realidad un jugador de béisbol que también se parece a Greg. Jack se da vuelta hacia la casa. Cuando ve que arrestan a Bernie y Greg, intenta defenderlos, pero LeFlore le dispara una pistola eléctrica y lo arresta también.
Greg, Jack y Bernie son liberados de la cárcel por el juez Ira, un cliente de Roz. Antes de irse, Greg les pide a Jack y Bernie que detengan su disputa. Jack admite que cometió un error con respecto a Jorge y le explica su carrera en la CIA a Bernie antes de disculparse por sus acciones.
Greg y Pam se casan ese fin de semana con su ex prometido Kevin, ahora un ministro interreligioso ordenado. Jack revisa las imágenes de la cámara oculta para encontrar a cada uno de los Focker poniendo en peligro el método Ferber.

## Reparto
- Robert De Niro como Jack Byrnes.
- Ben Stiller como Gaylord "Greg" Focker.
- Barbra Streisand como Rozalin "Roz" Focker.
- Dustin Hoffman como Bernard "Bernie" Focker.
- Teri Polo como Pamela "Pam" Byrnes.
- Terrence Howard como Paul Focker.
- Taraji P. Henson como Diane Focker.
- Blythe Danner como Dina Byrnes.
- Alanna Ubach como Isabel Villalobos.
- Tim Blake Nelson como el Oficial LeFlore.
- Spencer y Bradley Pickren como el Pequeño Jack.
- Ray Santiago como Jorge Villalobos.
- Owen Wilson como Kevin Rawley (cameo).
- Brittany Snow como Natalie Byrnes.